# Complottheorieën over de aanslagen op 11 september 2001

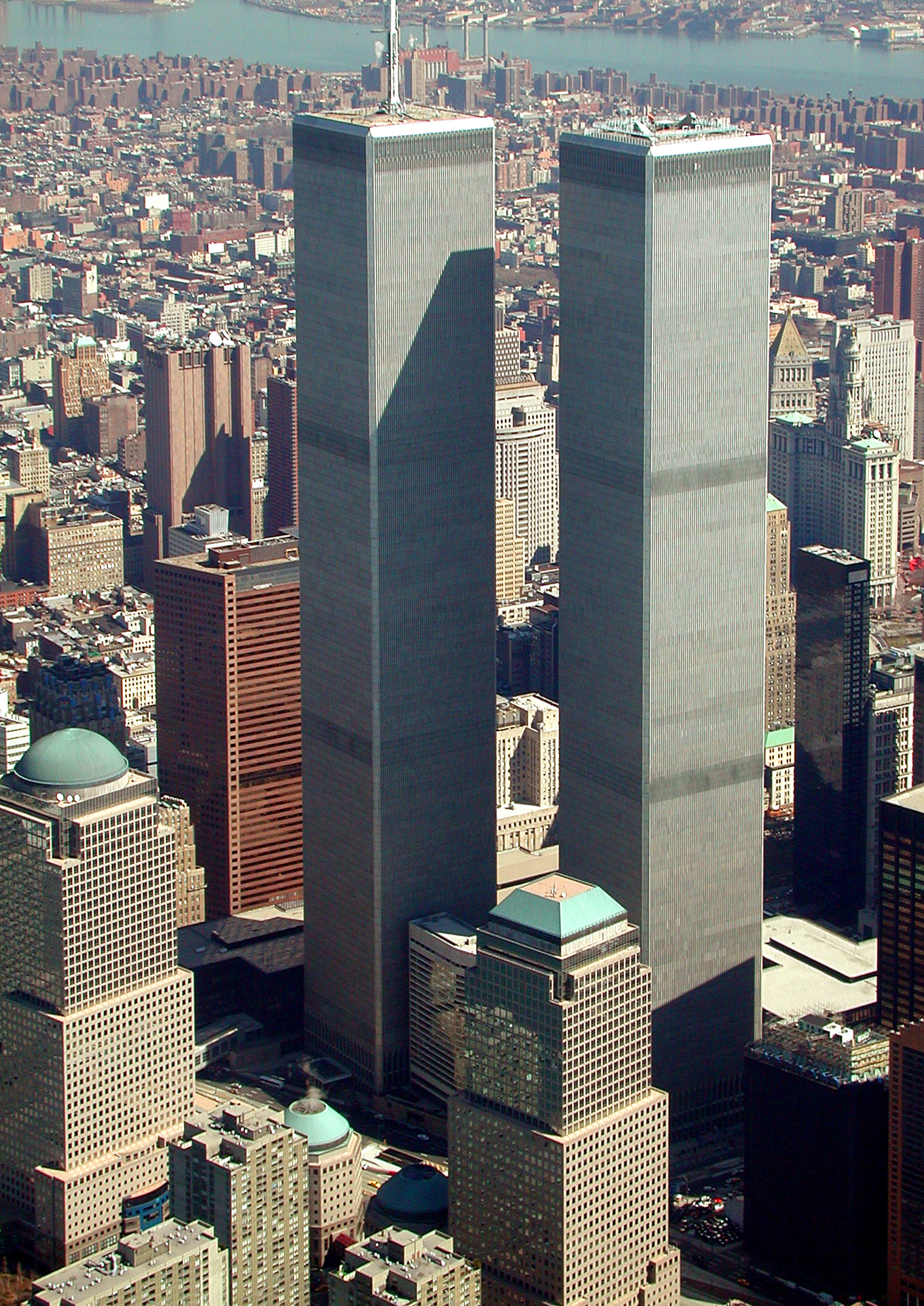
Over de aanslagen op de Twin Towers en 7 World Trade Center (het roodachtige gebouw links naast de torens) bestaat een groot aantal complottheorieën

De complottheorieën over de terroristische aanslagen op 11 september 2001 zijn alternatieve theorieën over de aanslagen op 11 september 2001. De kern van deze complottheorieën is dat de Amerikaanse overheid op enigerlei wijze zelf achter de aanslagen zit.
Er is volgens het tijdschrift Popular Mechanics nooit enig bewijs gevonden voor juistheid van  onderstaande theorieën, wel zijn complottheorieën volgens Popular Mechanics overtuigend ontkracht. Een aanmerkelijk deel van de Amerikaanse bevolking heeft desalniettemin aangegeven enig geloof in de complottheorieën te hebben.
De achterliggende motieven waar de aanhangers van de complottheorie de overheid van verdenken zijn de rechtvaardiging om oorlog te voeren, het vergroten van het militaire budget en het beperken van de burgerlijke vrijheden. De aanhangers van de complottheorie worden wel geschaard onder de noemer 9/11 Truth movement.

## De aanslagen
Op 11 september 2001 boorden twee passagiersvliegtuigen zich in de Twin Towers van het World Trade Center, de North Tower om 8.46 uur en de South Tower om 9.03 uur, en veroorzaakten een brand in het 7 World Trade Center (WTC 7). Een derde vliegtuig boorde zich in het Pentagon in de buurt van Washington en een vierde vliegtuig stortte neer in de buurt van Shanksville in Pennsylvania. Deze gebeurtenissen worden algemeen toegeschreven aan Osama bin Laden en zijn organisatie Al Qaida. Maar sommigen beweren dat de overheid van de Verenigde Staten, of preciezer nog president George W. Bush, zelf de aanslagen heeft georganiseerd. Andere aanhangers van de complottheorie geloven in een mildere vorm, dat de Amerikaanse overheid welbewust heeft nagelaten de aanslagen te voorkomen.
Osama bin Laden ontkende aanvankelijk betrokkenheid bij de aanslagen: 'I had no knowledge of these attacks, nor do I regard the killing of innocent women, children, and other humans as a praiseworthy act. Islam strictly forbids causing harm to innocent women, children, and other people' ('Ik had geen kennis van deze aanslagen, noch beschouw ik het doden van onschuldige vrouwen, kinderen en andere mensen als een prijzenswaardige daad. De islam verbiedt met klem onschuldige vrouwen, kinderen en andere mensen pijn te doen', interview in de Daily Ummat, Karachi, Pakistan, op 28 september 2001 over de 9/11-aanslagen). Bush reageerde traag toen hem het nieuws van de aanslagen bereikte. Hij bleef rustig voorlezen op een lagere school en zei later dat hij zich herinnerde, dat hij het inslaan van het eerste vliegtuig die dag op tv had gezien. Dat kan niet kloppen, want die eerste inslag was niet live uitgezonden en pas de volgende dag te zien.

### British Broadcasting Corporation
In een live-uitzending van de BBC wordt de instorting van WTC7 prominent gemeld vóór de feitelijke instorting. Tijdens dit verslag is WTC7 duidelijk zichtbaar in de skyline op de achtergrond. Het ogenschijnlijk ongeschonden gebouw zou pas ruim twintig minuten later instorten.

### Osama bin Laden

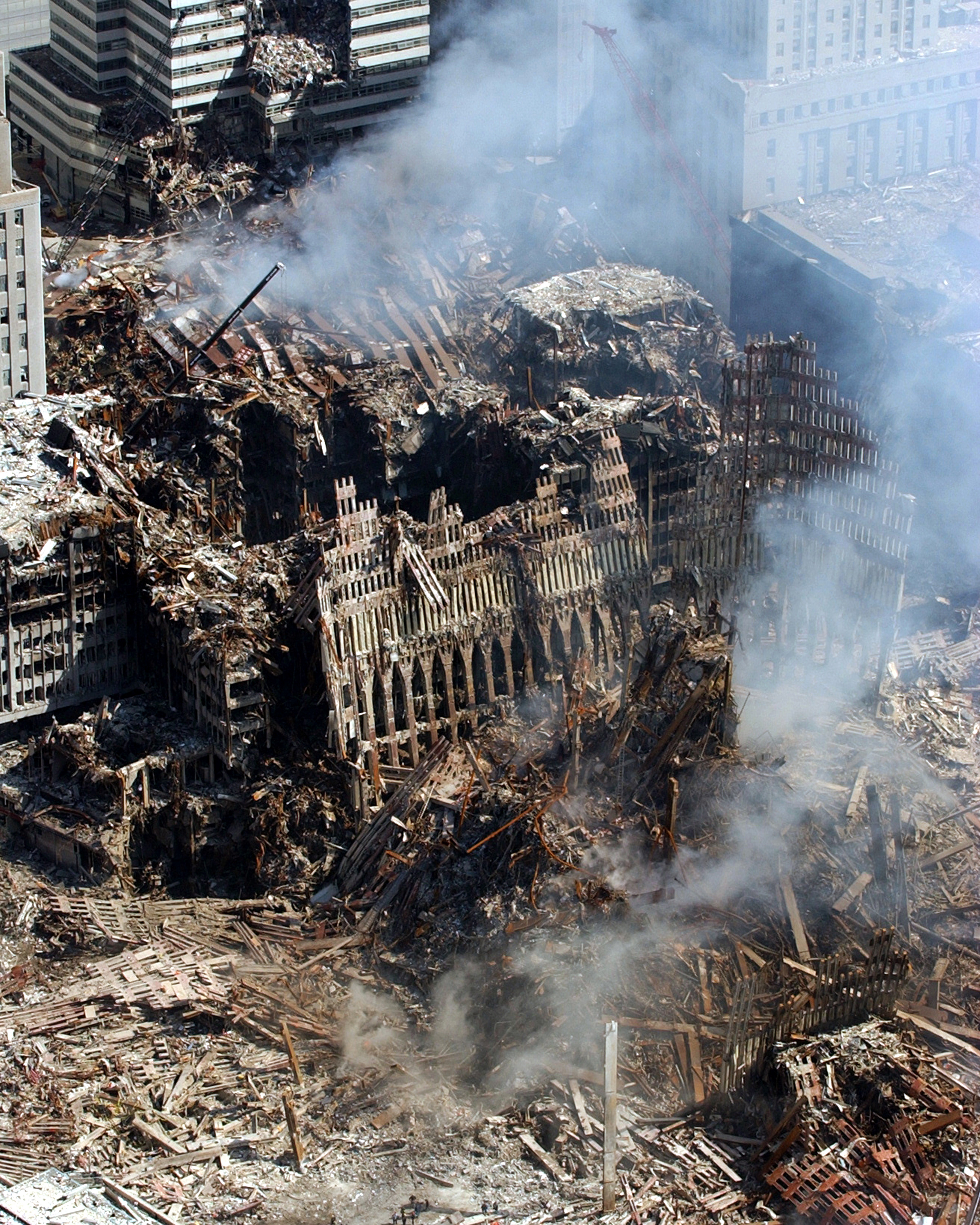
Ruïne van het World Trade Center

Bin Ladens publieke opsporingsverzoek bij de FBI maakt geen vermelding van de aanslagen op het WTC in 2001. Dit is omdat de FBI niet beschikt over voldoende harde bewijzen in deze zaak, aldus Rex Tomb, FBI Chief of Investigative Publicity. Osama bin Laden maakte deel uit van een militante beweging in Afghanistan ten tijde van de Sovjet-bezetting in dat land. Zijn gevechtsgroepen werden materieel en financieel gesteund door de Amerikaanse inlichtingendienst CIA.

#### Videoboodschap
Eind 2001 brachten de Verenigde Staten een videoboodschap van Bin Laden in de openbaarheid, die gevonden zou zijn in de Afghaanse stad Jalalabad. Op deze tape eiste Bin Laden de verantwoordelijkheid voor de aanslagen op. De kwaliteit van de videoboodschap was erg slecht, wat het identificeren van Bin Laden enorm bemoeilijkte. De persoon die als Bin Laden was geïdentificeerd, draagt op de video gouden ringen en schrijft iets met zijn rechterhand. Volgens bepaalde opvattingen binnen de islam is het dragen van goud door mannen verboden en Bin Laden was volgens de beschrijving van de FBI linkshandig.

### Ontploffingen
Zowel de Twin Towers als WTC7 zijn rechtstandig ingestort. Er zijn diverse verklaringen van getuigen die voor en tijdens het instorten van de torens WTC2, WTC1 en WTC7 explosies hebben gehoord. In de film 9/11 (2002) beschrijven brandweermannen hoe ze explosieven van boven naar beneden zagen ontploffen net als bij een gecontroleerde sloop. Steven E. Jones, een van de bekendste critici van de officiële lezing van de aanslagen, heeft gepubliceerd dat hij in puindeeltjes van de WTC-torens thermiet heeft aangetroffen. Ultrafijn thermiet (nanothermiet) bestaat uit aluminiumpoeder en ijzeroxide en is een zeer explosieve stof. Tevens zijn er metaalbolletjes gevonden, die duiden op het uiteenspatten van gesmolten metaal.
Men beweert dat de vloerbevestigingen het hebben begeven door de hitte van de brand, maar kerosine brandt niet heet genoeg om metaal te doen smelten. Metaal verliest onder druk van hitte echter wel een groot deel van zijn stevigheid en sterkte. Brandend thermiet geeft echter zeer veel energie vrij met temperaturen waarbij ijzer smelt (meer dan 3000 kelvin)  Het gebruik van thermiet zou kunnen verklaren waardoor een gebouw met een stalen skelet door een brand zo snel kan instorten.
Het instorten van WTC7 is door het National Institute of Standards and Technology (NIST) onderzocht. Op zijn website legt het instituut zijn theorie uit. Er wordt hier aangenomen dat het instorten het gevolg is geweest van brand of van schade door vallend puin van WTC1. De NIST-theorie gaat uit van verzwakking van constructiestaal bij verhoogde temperatuur van de brand. NIST heeft geen verklaring gegeven voor het aantreffen van tonnen gesmolten metaal onder alle drie de wolkenkrabbers of voor de "hot spots" die wekenlang werden waargenomen. De opdracht die NIST zich stelde was niet het onderzoeken wat de torens heeft kunnen doen instorten, maar uitzoeken hoe dit instorten mogelijk gegaan zou kunnen zijn, gegeven dat de torens zijn ingestort en gegeven dat er branden waren, en aannemend dat dat logischerwijs de oorzaak dan wel zal zijn van de instorting.
In 2008 werden op grond van de Freedom of Information Act beelden vrijgegeven van het instorten van torens 1 en 2, waarop vermoedelijk zichtbaar is dat de massief stalen kern nog 15 seconden overeind blijft staan alvorens in te storten. Volgens architect Richard Gage is zoiets moeilijk te begrijpen zonder aanwezigheid van explosieven.

### Pentagon

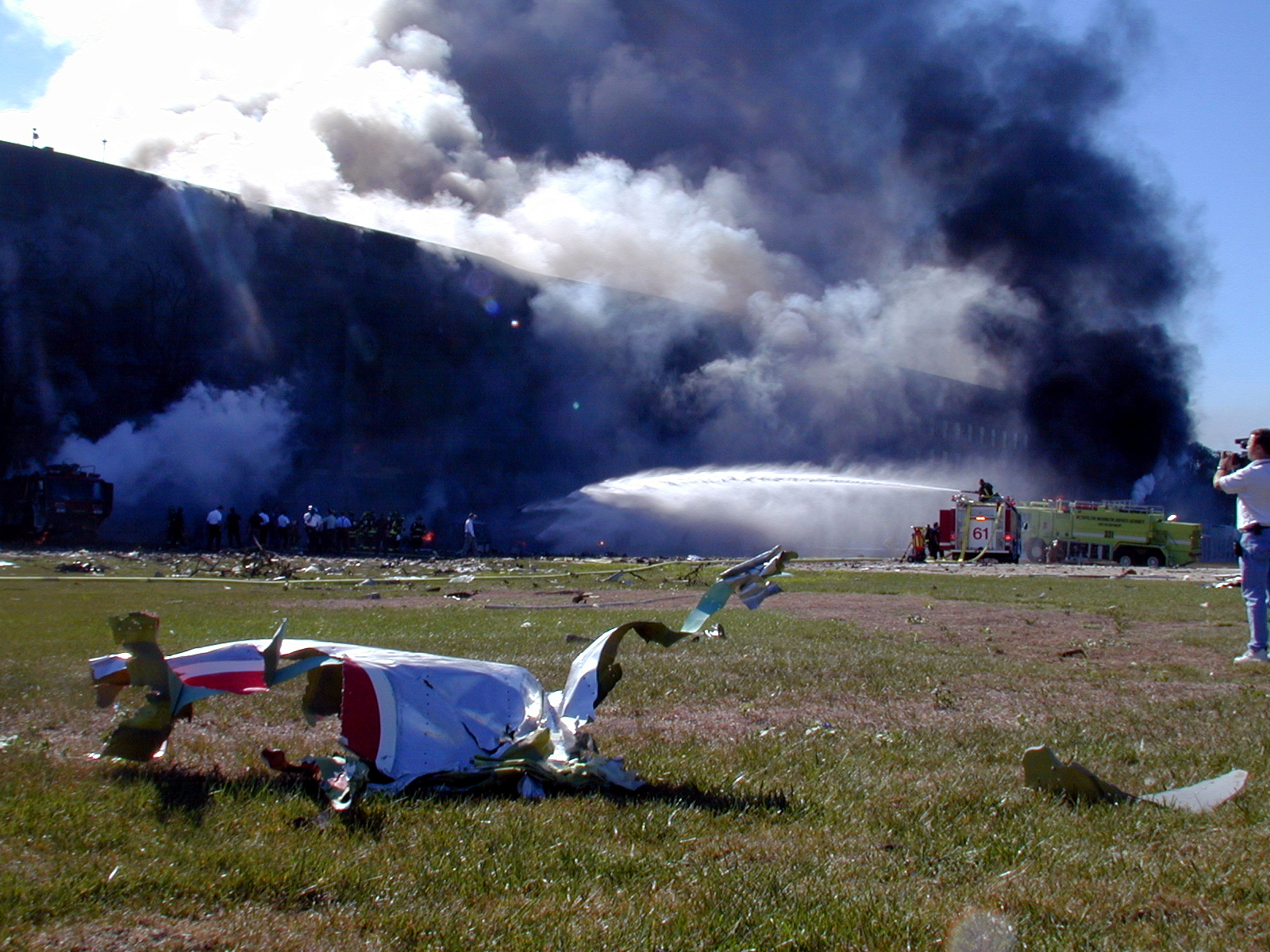
Brokstukken van vlucht 77 bij het Pentagon

Sommige mensen houden vol dat er geen passagiersvliegtuig in het Pentagon is gestort. De schade zou zijn veroorzaakt door een door de Amerikanen afgevuurde raket en niet door Vlucht 77. Dit onderdeel van de complottheorieën is binnen de "Truth Movement" zelf omstreden. Jim Hoffman van de Truth Movement meent dat de complotaanhangers door de overheid bewust op een dwaalspoor zijn gebracht om verdeeldheid te zaaien binnen de Truth-beweging.
Men voerde aan dat herkenbare brokstukken van een vliegtuig ontbreken en er geen herkenbaar beeld van een vliegtuig staat op beveiligingsopnames die enige tijd na de inslag zijn vrijgegeven. Ook zou het gat dat geslagen is in het Pentagon te klein zijn voor het formaat vliegtuig. Hoogleraar bouwkunde aan de Purdue-universiteit Mete Sozen merkt hierover op dat een vliegtuig dat zichzelf in een gebouw van gewapend beton boort geen omtrek van zichzelf achterlaat zoals men gewend is te zien in cartoons.
Er zijn vijf frames vrijgegeven op 16 mei 2006. De beelden laten slechts een explosie zien.
De Boeing die in het Pentagon crashte is ondanks allerlei luchtverdedigingsmaatregelen nooit onderschept, niet door onderscheppingsjagers en niet door grondluchtdoelraketten. De uiteindelijke inslag was ongeveer 1 uur en 40 minuten na bekendwording van de eerste kaping. Onderscheppingsjagers hadden in een kwartier ter plekke moeten kunnen zijn.

### Hani Hanjour
Kaper Hani Hanjour zou niet kunnen vliegen. Hij bracht in augustus een bezoek aan Freeway Airport in Bowie (Maryland), waar hij een vliegtuigje wilde huren. De verzekering van Freeway Airport eiste echter dat een instructeur tijdens proefvluchten meevloog om te oordelen of de persoon in kwestie mocht huren. Tijdens die drie proefsessies had Hanjour moeite met het besturen en het veilig aan de grond zetten van een Cessna 172, een eenmotorig sportvliegtuigje. Het is bekend dat de terroristen geen interesse hadden in landen bij hun opleiding.
Luchtverkeersleiders dachten dat het een militair vliegtuig was: Op ABC News verklaart luchtverkeersleidster Danielle O'Brien van de luchtverkeersleiding van Washington Dulles International Airport, dat zij en haar even ervaren collega's allemaal dachten dat het om een militair vliegtuig ging. Ze baseerden zich daarbij op de snelheid en de manier van manoeuvreren.

## Overige complottheorieën over de aanslagen

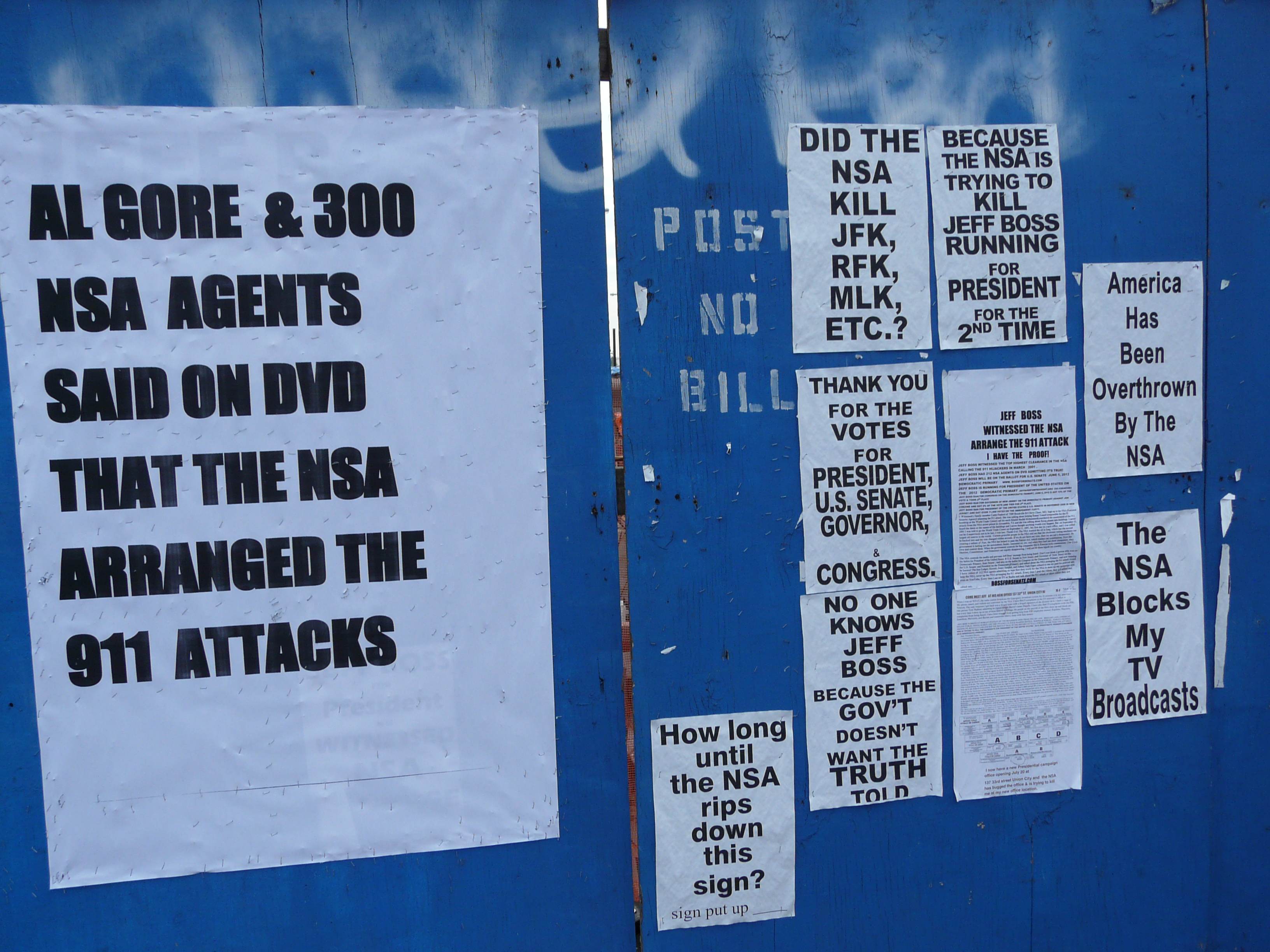
Aanplakbiljetten in New York die betrokkenheid van de National Security Agency(NSA) suggereren bij de aanslagen

### Waarschuwingen vooraf
Het Verenigd Koninkrijk, Jordanië, Frankrijk, Duitsland, Marokko, Egypte, Israël, Rusland en de Taliban hebben de Verenigde Staten geruime tijd op voorhand gewaarschuwd voor een op handen zijnde 'grote aanval' of een aanslag op het World Trade Center. Desondanks verklaarden de militaire en burgerlijke inlichtingendiensten Defense Intelligence Agency (DIA) en CIA, de federale politie FBI, het Witte Huis, de ministeries van Landsverdediging, Veiligheid, Binnenlandse Zaken en Justitie allemaal: "Wij wisten van niks. 11 september was voor ons een totale verrassing. Dit zou daarnaast in tegenspraak zijn met het feit dat op de kaft van FEMA's verslag over terrorisme, uitgebracht in augustus 1997, het WTC als doelwit staat afgebeeld, en nog in juni 2000 het Amerikaanse ministerie van Justitie een handleiding publiceert met het WTC als doelwit.

### Putopties
Complotvolgelingen menen dat er met putopties gespeculeerd is op de aanslagen. Zij wijzen erop dat er in bepaalde luchtvaartfondsen op bepaalde dagen voor de aanslagen in putopties is gehandeld. De handel was echter vergelijkbaar met eerdere momenten dat jaar. De oplopende volumes in de handel in putopties op American Airlines was daarnaast veroorzaakt door een winstwaarschuwing van de onderneming.

### George Walker Bush
President Bush is niet geëvacueerd vanuit de Emma T. Booker Elementary School in Florida, hoewel men wist dat er meerdere gekaapte vliegtuigen rondvlogen. Op beelden is te zien hoe hij tijdens zijn bezoek minutenlang blijft zitten terwijl hem wordt ingefluisterd door zijn medewerkers dat Amerika wordt aangevallen.
President Bush heeft in een vraaggesprek (op video) verteld televisiebeelden te hebben gezien van de crash van het eerste vliegtuig in de eerste toren alvorens of terwijl hij de Emma T. Booker Elementary School bezocht. Dit is opmerkelijk omdat hiervan op dat moment nog geen televisiebeelden waren uitgezonden.

### WTC-conciërge
In Philadelphia begon WTC-conciërge Rodríguez op 22 oktober 2004 samen met Ellen Mariani en advocaat Phil Berg een civiele RICO-rechtszaak tegen honderd vermeende organisatoren van de aanslag bij de overheid. Hieronder vielen ook George Bush, Richard B. Cheney en Donald Rumsfeld.

### Betrokkenheid Israëli's
Kort na de aanslagen werden vijf Israëli's aangehouden die zich vreemd gedroegen bij een verhuiswagen, waarin de politie ook een stanleymes heeft gevonden. Een van de Israëli's had $ 4.700 aan contanten in zijn sok, een ander had twee paspoorten bij zich. De arrestanten werden 71 dagen vastgehouden, maar de FBI kon geen connectie tussen de Israëli's en de aanslagen aantonen.
Tijdens een onderzoek dat Peter R. de Vries uitvoerde naar de moord op John F. Kennedy, kwam hij FBI-agent Zach Shelton op het spoor. Volgens Shelton zouden ooggetuigen ten tijde van de aanslag een busje hebben zien staan, met verschillende mannen. Shelton beweerde dat de ooggetuigen hadden gezien dat de mannen elkaar een high-five gaven, nadat de aanslagen zich hadden voltrokken. De FBI zou later de kentekenplaat van het busje hebben nagetrokken en een connectie met de inlichtingendienst Mossad hebben ontdekt. Officieel is dit nooit naar buiten gekomen. Shelton vertelde dit later tegen Peter R. de Vries en Kees van der Spek. Van der Spek beschreef dit later in zijn boek Achter de schermen bij Peter R. De Vries.

#### Afscheid als emeritus hoogleraar
Kees van der Pijl stuurde 3 november 2018 de volgende tweet de wereld in: 'Not Saudis, Israelis brought down the Twin Towers with help from Zionists in Us Govt,' (niet Saoedi's, maar Israëliërs haalden, met hulp van Zionisten in de regering van de Verenigde Staten, de Twin Towers omlaag). Hij moest na van antisemitisme te zijn beschuldigd de boodschap terugnemen en spijt betuigen, maar Van der Pijl bleef bij zijn standpunt en legde 14 maart 2019 zijn hoogleraarschap neer. Volgens hem waren er de volgende bewijzen om tot zijn conclusie te komen:
- De DEA (Drug Enforcement Agency) meldde in januari 2001 spionage door Israëlische 'kunststudenten' in verband met een onderzoek naar extacy, 'een drug waarvan het internationale centrum wordt gedomineerd door de Israëlische georganiseerde misdaad' (Bollyn, Solving 9/11, p.38-9) en de productie is geconcentreerd in Nederland.
- Er werden tussen maart en 11 september 2001 140 Israëliërs, die geen kunststudenten bleken te zijn, gearresteerd, waaronder verschillende demolition specialists bleken en velen hadden gewerkt in de militaire geheime dienst of in de 'electronic or communications units' van het Israëlische leger (Gerald Shea, Israeli Surveillance of the Future Hijackers and FBI Suspects in the September 11 Attacks and Their Failure to Give US Adequate Warning: The Need for a Public Inquiry, p.6-7).
- In augustus 2001 gaf de Mossad, de Israëlische geheime dienst, toe dat er gespioneerd werd om een Arabisch terroristisch netwerk op te sporen. De spionnen in Florida en New Jersey zouden 19 terroristen in het vizier hebben, waaronder vier die op de latere lijst van de kapers voorkwamen. Opvallend dat het getal '19' toen al genoemd werd.
- Vijf dagen na de aanvallen op 11 september liet Mossad weten in augustus de VS te hebben gemeld dat er '200' Arabische terroristen, verbonden aan Osama bin Laden in Afghanistan, aanslagen aan het voorbereiden waren.[bron?]
- Vanaf ten minste maart 2000 was Gelitin, een groep uit Wenen, op de 91e verdieping van WTC 1 (North Tower) actief om een 'conceptueel kunstwerk' in te richten: The B-Thing, met een houten balkon buiten het raam. De vier leden werden bijgestaan door 14 anderen, 'onbekenden'. Op een foto is te zien dat er tegels van het plafond zijn weggehaald en de metalen structuur van de 91e en 92e verdieping bloot zijn komen te liggen. Op kartonnen dozen staat 'BB-18' (van 'remote control demolition fuses') van Littelfuse in Chicago (Rebekah Roth, 9/11 from Cheney to Mossad, SGT Report, 11 september 2015). Gelatin en de 14 anderen hadden 'constructie-ID's' voor het gehele WTC-complex.
- De bewaking was gericht op de begane grond en de kelder en niet op de gevel.
- Na de aanval in 1993 op de North Tower was het bedrijf Kroll Associates (van Jules B. Kroll) ingehuurd en Securicom (van Bush' neef Wirt Walker III). Abe Shalom (voormalig hoofd van de Israëlische geheime dienst GSS of Shin Bet) was werknemer bij Kroll Associates. Jules Krolls vrouw was vice-voorzitter van New Yorks grootste fondsenwerving voor Israël: de UJA (United Jewish Appeal), waarvan Larry Silverstein nationaal voorzitter was geweest. Silverstein kocht de lease van de Twin Towers op 24 juli 2001. De verzekeringsgigant AIG nam in 1993 20% aandeel in Kroll Associates. 'Hank' Greenberg is CEO van AIG en de Kroll en Greenberg families zijn diep betrokken bij het Israël support netwerk.
- De Twin Towers moesten van asbest gereinigd worden (kosten geschat op bijna 1 miljard dollar in 1989). De Twin Towers waren verzekerd door Greenbergs AIG. Over Silversteins zionistische betrekkingen bestaat geen twijfel. Hij was close met Netanyahu. Silverstein ontbeet elke morgen in de 'Windows on the World', het restaurant hoog in de North Tower, behalve op 11 september. Zijn kinderen, die in de Twin Towers werkten, waren uitgerekend die dag laat naar hun werk.[bron?]
- De lease van Twin Towers werd aan Silverstein en Frank Lowy verkocht door Lewis Eisenberg, UJA-lid en voormalig vice-voorzitter van de AIPAC, de belangrijkste lobbygroep voor Israël in de VS. Eisenberg was hoofd van de New York Port Authority, die de lease toestond.
- Na de aanval van 1993 waren er werkzaamheden aan de liften. Het werk werd niet meer door het gerenommeerde OTIS uitgevoerd, maar vanaf 1994 door een onbekend bedrijf uit Florida, ACE Elevator Co. LVI Services moest de asbest opruimen.
- Onderzoek naar de aanval van 1993 werd gedaan door 'a subsidiary of Systems Planning Corporation' (SPC) van de CEO Dov Zakheim. Het bedrijf had de 'blueprints' van de gebouwen. De SPC bracht 'remote controlling of planes' (Flight Termination System) op de markt, waarmee zo nodig acht gekaapte vliegtuigen tegelijk (terug)'gekaapt' konden worden. Zakheim schreef voor de PNAC over 'het orkestreren van een catastrofale gebeurtenis om de VS te dwingen Israël in het Midden Oosten bij te staan' (Honegger, Behind the Smoke Curtain, at 46.49).
- In de North Tower waren twee liften, die helemaal naar boven gingen, 5 tot 6 weken voor de aanslagen buiten gebruik. In de South Tower waren ook twee liften, van de grond tot de 78e verdieping, buiten gebruik. De liftschachten bevonden zich naast de dragende kolommen van de Twin Towers.
- Op de dag van de aanslag waren er 83 werknemers van ACE Elevator Co. aanwezig, maar naar huis gestuurd vóór de torens naar beneden kwamen.[bron?]
- Twee weken voor 11 september werd de bewaking in en om de torens om onbekende redenen opgeschaald 'allowing unusual movement by unknown people to go unquestioned' en beëindigd de dag voor de aanslagen.
- Een week voor 11 september werd het brandalarm in WTC 7 in teststand gezet, waardoor het niet afging of werd genegeerd.[bron?]
- Er werden resten thermiet gevonden na de aanslagen, waaruit Van der Pijl concludeert dat de Twin Towers explodeerden en de ondergang WTC 7 het resultaat was van 'controlled demolition'.
- Op 11 september werd een wit bestelbusje staande gehouden door de FBI. Er zaten vijf Israëliërs in die de exploderende torens filmden vanaf de Hudson. Getrainde honden reageerden alsof ze explosieven roken, maar de agenten konden niets vinden. Ze werkten voor een verhuisbedrijf, verbonden aan Classic International Movers, waar ook Israëliërs werkten, waarvan er vijf werden gearresteerd wegens contact met de 19 vermeende kapers (Shea, Israeli Surveillance of the Future Hijackers).[bron?]
- Een ander bestelbusje werd op een van de bruggen tussen New York en New Jersey aangehouden, dat gevuld was met explosieven.[bron?]
- 60 Israëliërs zijn op 11 september of direct erna in de VS gearresteerd.[bron?]
- Fox News mocht een vierdelige documentaire over Israëlische 'kunststudenten' niet uitzenden onder druk van onder meer JINSA (Jewish Institute for National Security Affairs) en ADL (Anti-Defamation League), de Anti-Semitisme waakhond.

## Documentaires
- Zembla: Het complot van 11 september
- Zeitgeist (2007)
- Michael Moore - Fahrenheit 9/11 (2004)
- America Rebuilds (PBS)
- Aaron Russo - From Freedom to Fascism (2006)
- Dave von Kleist & William Lewis - 911 in Plane Site: The Director's Cut (PowerHour Productions)
- Alex Jones - Martial Law 9-11: The Rise of the Police State (2005)
- Dylan Avery - Loose Change (2005, 2006, 2007)
- 9/11: Press for Truth (een documentaire waarbij in de nieuwsmedia verschenen berichten over de toedracht van “9/11” op rij worden gezet en vergeleken met officiële lezingen)
- Adam Curtis - The Power of Nightmares: The Rise of the Politics of Fear (BBC, 2004)
- Barrie Zwicker - The Great Deception: The War on Terrorism: An Alternative View (VisionTV, januari 2002)
- Barrie Zwicker & Gregory Green - The End of Suburbia: Oil Depletion and the Collapse of The American Dream (2004)
- John Pilger - Breaking the Silence: Truth and Lies in the War on Terror (ITV, 2003)
- ABC News - Nightline; In the National Interest: Dividends from the War on Terrorism (ABC, april 2002)
- Gerard Ungerman & Audrey Brohy - The Oil Factor: Behind the War on Terror (2005)
- Michel Chossudovsky - War and Globalization: The Truth behind September 11 (2002)
- Tegenlicht: De ijzeren driehoek (VPRO, 2003-2004)
- Thomas Barnett - The Pentagon's New Map: Symposium at the National Defence University: Strategic Thinking in Complex Environments (C-Span, 2005)
- Eric Hufschmid - Painful Deceptions
- Daniel Hopsicker - Mohamed Atta and the Venice Flying Circus (2003)
- Barrie Zwicker - The Great Conspiracy: The 9-11 News Special You Never Saw (VisionTV, 2004)
- Jimmy Walter e.o - Confronting the Evidence: A Call to Re-open the 9/11 Investigation (2005)
- Michael Ruppert - The Truth and Lies of 9-11 (28 november 2001)
- Sut Jhally & Jeremy Earp - Hijacking Catastrophe: 9/11, Fear and the Selling of American Empire (2004)
- Anthony Hilder - 9/11: The Greatest Lie Ever Sold (2004)
- Willy Brunner & Gerhard Wisnewski - Aktenzeichen 11.9 Ungelöst: Lügen und Wahrheit zum 11 September 2001 (WDR, 2003)
- Massimo Mazzucco - September 11: The New Pearl Harbor